# Салаїр
Салаї́р (рос. Салаир) — місто у складі Гур'євського округу Кемеровської області, Росія.

## Населення
Населення — 8262 особи (2010; 9472 у 2002).